# Organización Mediterránea de Periodistas y Escritores de Turismo
La Organización Mediterránea de Periodistas y Escritores de Turismo (OMJET) es una reunión de profesionales de ambos ramos entre países y medios de comunicación del Mediterráneo, con estos principios fundacionales:
1. Promover el patrimonio cultural e histórico del Mar Mediterráneo.
2. Sensibilizar a las Instituciones y Organismos internacionales para la conservación y defensa de los recursos humanos y naturales del ámbito mediterráneo.
3. Iniciar y fomentar la especialización de periodistas en el sector turístico mediterráneo.
4. Impulsar el diálogo inter mediterráneo para favorecer el desarrollo de intercambios culturales y turísticos como refuerzo de entendimiento y paz entre los países de este ámbito.
5. Reconocer la importancia del turismo como valor de concordia y fomentar las disciplinas que lo potencian.

## Historia
En 1989 se celebró en la capital de Túnez el Congreso Mundial Mediterráneo 2000. Allí surgió la idea de crear una asociación de profesionales de la comunicación cuyo norte fuese no sólo promover ese patrimonio cultural e histórico de las aguas del Mediterráneo, sino también crear lazos que impulsasen asuntos clave como la conservación y la defensa de los recursos humanos y naturales. Una convergencia de diferencias y similitudes que cristalizase en herramientas para potenciar los valores intrínsecos del Mare Nostrum.
En esa convención nació la Organización del Mediterráneo de Periodistas y Escritores de Turismo, la OMJET, que dio acogida a comunicadores de Marruecos, Argelia, Túnez, Egipto, Chipre, Croacia, Líbano, Italia, España, Francia, Siria, Turquía, Grecia y Malta que compartían estos objetivos y que los han mantenido vivos hasta hoy.
La OMJET no es monopolio de ninguno de sus países miembros. El arco mediterráneo sigue siendo, a día de hoy, un espacio deseado como aliado en cualquier decisión política que afecte más allá de sus fronteras. Un mar que, a pesar de estar rodeado por costas talladas por el agua a semejanza de los diferentes rasgos de cada una de los pueblos que a él se asoman, discurre buscando la salida hacia el gran océano, puerta de avance hacia nuevos descubrimientos. Por ello se contempla la participación de todos los países del área y sus territorios insulares.
Desde su creación, la OMJET se ha ganado un lugar en los principales foros internacionales turísticos y en la mayoría de los estados que delimitan el Mediterráneo con la celebración periódica de congresos y jornadas de debate en distintos países. Entre las actividades proyectadas destaca la denominada “Noche del Mediterráneo”, un encuentro liderado por aquellas personalidades que contribuyen con su labor a alcanzar los retos que se ha marcado la OMJET.
La OMJET organiza conferencias y charlas que abordan un amplio abanico de temáticas y que están lideradas por expertos o personajes de prestigio: desde embajadores y políticos a militares de alto rango que han dirigido importantes misiones de organismos internacionales como la OTAN o la ONU. La mayor parte de estas tertulias se desarrollan en el Casino de Madrid, en la calle Alcalá, con el objetivo de formular preguntas, obtener respuestas y crear lazos de entendimiento.
Desde marzo de 2015, la OMJET organiza en el Casino de Madrid un monográfico dedicado a un país. La primera nación invitada fue Taiwán, seguida de Hungría y Túnez. A todas las mesas redondas acudieron los embajadores de cada país y sus agregados culturales.

## Organización
La OMJET se organiza a nivel internacional en una presidencia y cuatro vicepresidencias, siendo la primera ejercida en la actualidad por Tijani Haddad, exministro de Turismo de Túnez y presidente de la FIJET (Federación Internacional de Periodistas y Escritores de Turismo). Jose Luis Yzaguirre Romero, presidente de la delegación española de la OMJET, ocupa una de las cuatro sillas directivas.
A las labores ejecutivas desempeñadas por la presidencia le acompañan:
- Vicepresidente: Francisco Cerro (periodista y académico)
- Vicepresidente: César Vacciano (ingeniero y asesor de Medios de Comunicación).
- Secretario General: Jesús Picatoste (periodista y escritor).
- Asesor Jurídico y Asuntos Generales: Luis Mariano García (abogado y escritor)
- Vocales: Antonio Jiménez (periodista), Federico Sánchez Aguilar (presidente de la Federación Española de Profesionales de Radio y TV), Juan Carlos Ruiz de la Roja (médico y escritor), Luis Mardones (abogado, académico, exparlamentario, y escritor), Salah Shihadeh (médico y escritor), Enrique de Aguinaga (periodista y escritor), Fernando Navarrete (Vicepresidente de la Academia de las Ciencias y las Artes de TV y Consejero de RTVE) y Gabriel Elorriaga.

En España, la OMJET cuenta con una Junta Directiva que se reúne una vez al mes en su sede de la calle de Hermosilla, en Madrid. Además, ha nombrado a siete socios de honor, personalidades que han demostrado su compromiso con los principios fundacionales de la asociación. Estos son:
- Excma Sra. Dña. Cristina Narbona Ruiz (Exministra y parlamnetaria).
- Excmo. Sr. Dr. Juan Abarca Campal (Fundador de Hospitales de Madrid y escritor).
- Excmo. Sr.D. Antonio Lamela Martínez (Dr. Arquitecto, académico y escritor)
- Excmo Sr. D. José Riera Siquier (ExEmbajador en Misión Especial para Asuntos del Mediterráneo)
- Excmo. Sr. D. Mohamed Ridha Kechrid (ExEmbajador de Túnez en España)
- Excmo. Sr. D. Tijani Haddad (Presidente de la Federación Mundial de Periodistas y Escritores de Turismo, Presidente de OMJET Internacional y Expresidente de la Organización Mundial de Turismo)
- Excmo. Sr. D. Hedi Zahag (Secretario General de OMJET Internacional)